# Università di Cardenal Herrera
L'Università CEU Cardenal Herrera (CEU-UCH) (in spagnolo Universidad CEU Cardenal Herrera) è un'università privata spagnola con sede a Valencia e campus in diverse località della Comunità Valenzana. Appartiene alla Fondazione San Pablo-CEU, principale organizzazione educativa in Spagna con 3 università e scuole diverse in tutto il paese. La Fondazione inaugurato le sue attività a Valencia nel 1971 diventando la prima scuola privata di legge e scienze politiche ed a Elche nel 1994. La Generalitat Valenciana ha approvato la creazione dell'Università CEU Cardenal Herrera nel 1999 e questa ha iniziato l'attività didattica a partire dall'anno 2000-2001.
L'Università ha cinque facoltà: Facoltà di Scienze della Salute, Facoltà di Veterinaria, Facoltà di Giurisprudenza, Commercio e Scienze Politiche, Facoltà di Scienze della Comunicazione e Scuola Formazione Tecnica. Vanta tre moderni campus a Moncada (Valencia), Elche (Alicante) e Castellón. CEU-UCH attualmente fornisce un insegnamento di alta qualità per oltre 7 000 studenti provenienti da tutta la Spagna, in particolare le regioni di Valencia, Murcia, Maiorca, Ibiza e Albacete. Ogni anno vede anche una crescita del numero degli studenti europei che vi studiano con programmi come il Progetto Erasmus

## Storia
L'università è gestita dalla Fondazione San Pablo-CEU, che è il più grande gruppo educativo in Spagna chi comprende altre due università (Università CEU San Pablo a Madrid e Università CEU Abat Oliva a Barcellona), molte scuole primarie e secondarie e diversi centri di studio. È stata associata alle Università di Valencia a partire dai primi anni 1970. La storia di UCH-CEU risale al 1971, quando la prima scuola privata di legge è stata fondata a Valencia. L'Università ha ricevuto il suo nome attuale nel 1999. La Fondazione ha inaugurato il suo lavoro a Valencia nel 1971 e a Elche nel 1994. La Generalitat Valenciana, ha approvato la legge della creazione della società Università di Cardenal Herrera, che è in funzione dall'anno 2000-2001. 

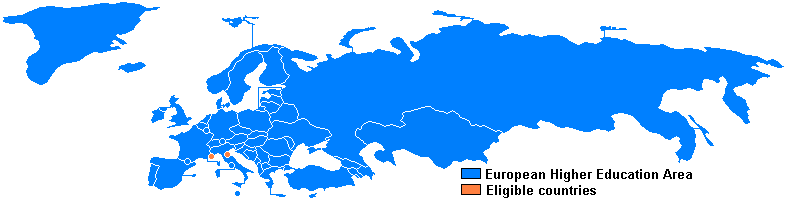
Spazio Europeo dell'Istruzione Superiore

L'Università prende parte al programma di eccellenza accademica e l'Organizzazione della conoscenza "Platone" di Fondazione CEU è stata avviata in collaborazione con l'Università di Harvard e fa parte del sistema di Spazio Europeo dell'Istruzione Superiore. Il programma "Platone" è il rafforzamento del sistema dei tutorati per gli studenti e l'insegnante che accompagna l'implementazione di un sistema di continuo
L'8 maggio 2013, Rosa Visiedo Claverol, Rettore della CEU-UCH, ha aggiunto l'università per la Dichiarazione di Berlino sull'accesso aperto alla letteratura scientifica, che detiene già 400 firme da parte delle istituzioni in tutto il mondo. Come del 4 giugno 2013, CEU-UCH è ufficialmente uno dei firmatari della Dichiarazione di Berlino. Per il carattere internazionale di questa Università, coltivata attraverso la cooperazione con le istituzioni di fama mondiale per formare gli studenti in università straniere, quali Boston e Chicago. L'abilità con le lingue è essenziale a discrezione dell'università, per cui è parte essenziale del programma di formazione che l'offerta. Il gran numero di insegnanti, compresi i loro medici docenti, più di quaranta linee di indagine aperti, servizi innovativi del suo Centro di produzione audiovisivo e multimediale, la Clinica Zoologico e dentale, che ha aggiunto, quasi, 2.000 accordi firmati con le aziende e le organizzazioni in cui gli studenti svolgono le pratiche dei loro gradi ogni giorno mostrerà il centro per raggiungere l'eccellenza nella formazione dei loro studenti.

## Facoltà
L'Università dispone di tre scuole: scienze sociali, scienze sperimentali e tecnici. Nel primo, gli studenti possono imparare Politica, giornalismo e della legge. Nel secondo, studiano Chimica, Medicina Veterinaria e Infermieristica. Infine, nella terza, si studiano Architettura, Design e Ingegneria Informatica.
CEUCH ha cinque facoltà: Salute, Medicina Veterinaria, Scienze umanistiche e della tecnologia dell'informazione; Tecniche Scienza Law, Business & Political & Teaching.

### Scuola di formazione tecnica
- Laurea in Architettura
- Ingegneria Energetica
- Ingegneria progettazione
- Ingegneria Industriale
- Ingegneria Chimica Research

### Facoltà di Lettere e Scienze della Comunicazione
- Laurea in Comunicazione Audiovisiva
- Doppia Laurea in Giornalismo + Pubblicità e Relazioni Pubbliche
- Relazioni con il Pubblico

### Facoltà di Giurisprudenza, Business e Scienze Politiche
- Laurea in Scienze Politiche
- Doppia Laurea in Scienze Politiche + Business Management
- Doppia Laurea in Scienze Politiche e Giornalismo
- Laurea in Scienze Politiche + Pubblicità e Relazioni Pubbliche
- Bachelor of Laws
- Bachelor Giornalismo
- Doppia laurea in Giurisprudenza + Pubblicità e Pubbliche Relazioni
- Bachelor in Business
- Laurea in Business & Law
- Laurea in Marketing
- Laurea in Pubblicità Marketing e Pubbliche Relazioni

### Facoltà di Medicina Veterinaria
- Laurea in Medicina Veterinaria[6]

### Facoltà di Scienze della Salute
- Laurea in Farmacia
- Doppia Laurea in Farmacia e Optometria
- Laurea in Fisioterapia
- Doppia Laurea in Fisioterapia + Nursing
- Laurea in Medicina e Chirurgia[7]
- Laurea in Odontoiatria

Dopo il dottorato in Scienza della Salute:
- Master di specializzazione in infermieristica
- Master in Cura e assistenza farmaceutica Farmacia
- Cura Maestro fisioterapico in attività fisica e sportiva
- Master in Neuroriabilitazione
- Master in Nutrizione applicata alla salute
- Master in Ortognatodonzia e Ortopedia Dentofacial
- Laurea Magistrale in Chimica Organica, sperimentale e industriale
- Master in Sicurezza Alimentare
- Master in Terapia Manuale Osteopatica

## Campus

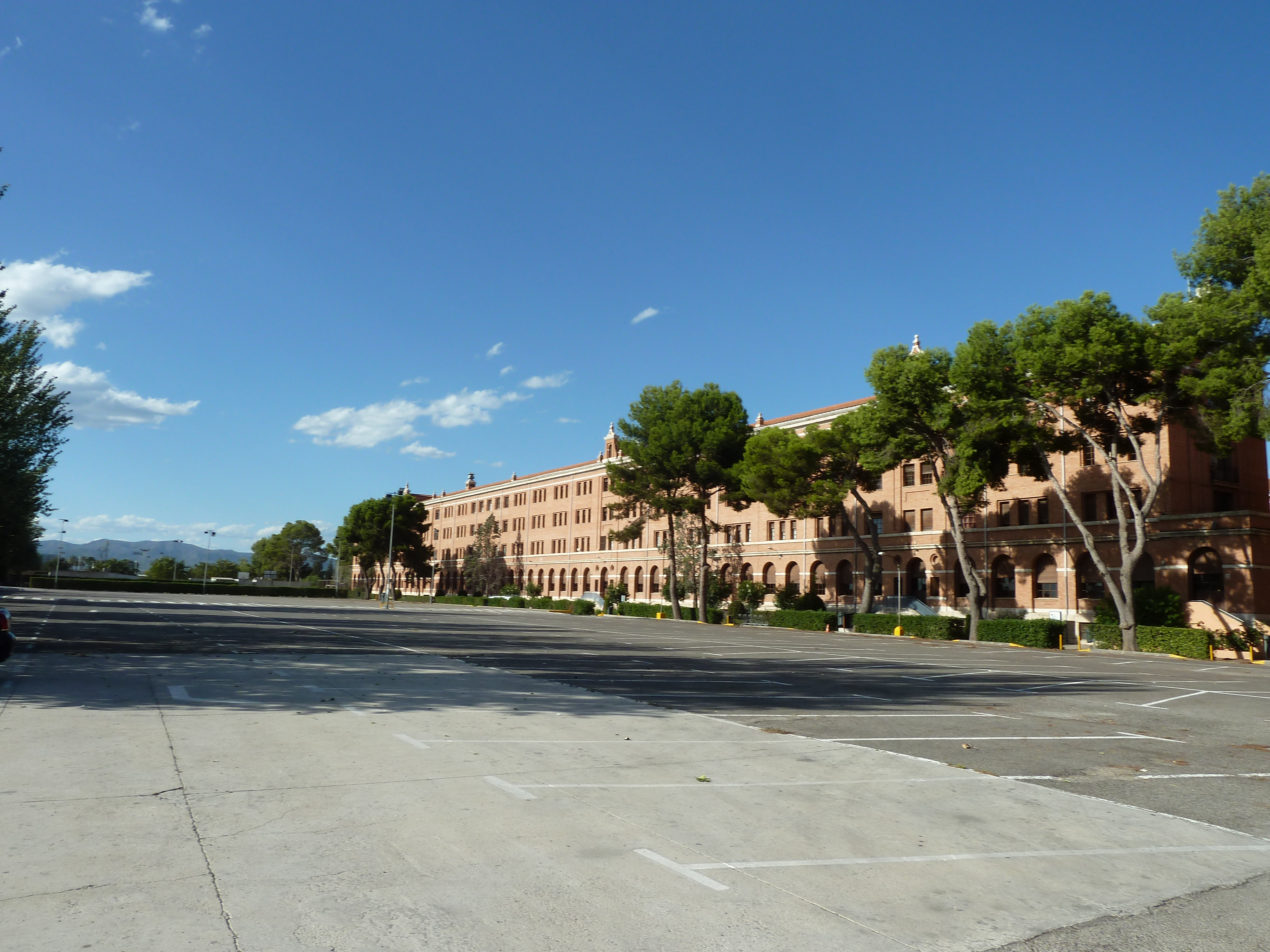
Il campus di Valencia

Il campus di Moncada (Valencia) è quello più esteso e con più servizi e anche con il maggior numero di studenti. I campus di Castellón e Elche sono più piccoli.
Tutte le strutture principali, come ad esempio la biblioteca Centrale e l'Ufficio Internazionale sono nel campus di Moncada che  è ben collegato al centro della città di Valencia, con una linea della metropolitana diretta e di frequente servizio di autobus. È anche vicino ad alcune residenze a conduzione privata studentesche. La Biblioteca Centrale è un edificio nuovissimo con una capacità di 700 studenti; Vi sono diversi laboratori per computer, 12 aule di studio di gruppo e 7 aule di ricerca. Punti di riferimento Audiovisivi e Internet sono disponibili nelle le Biblioteche periodiche e di Media.
Gli studenti di medicina studiano in un edificio di recente costruzione a Castellón de la Plana, una città a circa un'ora di distanza da Valencia, sede di un grande ospedale universitario.

## Vita studentesca
Al momento, ci sono studenti dell'Università provenienti da tutta la Spagna, in particolare Valencia, Murcia, Maiorca, Ibiza e Albacete. Ogni anno 500 studenti provenienti da altri paesi vengono a studiare presso l'Università con il programma Erasmus e più di 400 studenti provenienti da tutti e cinque i continenti studiano presso l'Università.
L'Università ha le proprie strutture per la formazione pratica degli studenti, come il Centro di Produzione Media e Multimedia, di 3.300 metri quadrati, con televisori, radio e fotografia, l'Ospedale Veterinario, un punto di riferimento nella zona di Valencia, l' Facoltà zoologico, con vari tipi di bestiame, la Clinica Odontoiatrica dell'Università, con cure ambulatoriali, le pratiche di laboratorio nelle scienze biomediche di base e clinici simulati per il settore della sanità. Essi hanno anche una Biblioteca Centrale Emeroteca, con 700 posti a sedere per la consultazione e oltre 100.000
Il Cardinale Herrera CEU Università pubblica un giornale mensile e dispone anche di una stazione radio a regime, Radio CEU, che trasmette per azienda 12 ore al giorno e dei media CEUMedia che ha più canali Tv, entrambi sono gestiti dalla Facoltà di Lettere e Filosofia e Scienze della Comunicazione.

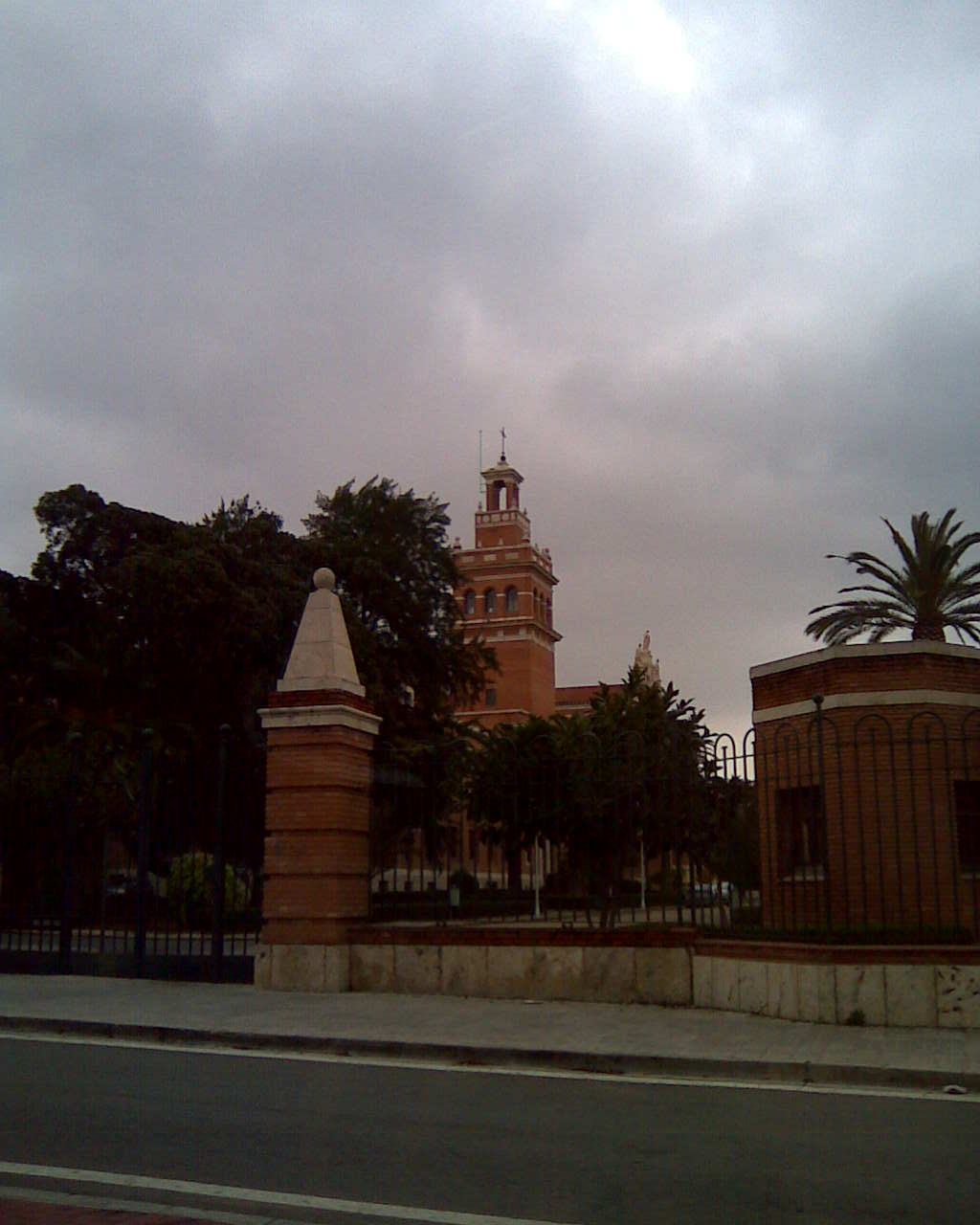
Facoltà di Farmacia

In termini di sport, aerobica, ginnastica, yoga, tennis, immersioni, tai-chi, e numerosi altri corsi sono offerti. In termini di sport di squadra, la Complutense dispone di basket maschile e femminile, calcio, pallavolo e divisioni, scacchi, ping-pong e di più. UCH-CEU ospita competizioni sportive regolari, come golf, calcio e tornei di pallavolo. Giochi universitari interne si svolgono più volte l'anno, con tutte le diverse scuole concorrenti.
CEU-UCH Ofer Summer University che aiutano gli studenti eterni e nuovi, la formazione nel mese di giugno e luglio i corsi organizzano nella cornice della Summer University. Anche ofers corso di lingua spagnola 'che l'Ufficio internazionale aiuta gli studenti stranieri con le procedure necessarie per studiare all'università, e anche con la ricerca di un alloggio o di imparare lo spagnolo. L'Università gestisce due corsi di spagnolo per anno accademico per gli studenti internazionali

## Istituti di ricerca
L'Università CEU Cardenal Herrera ha aperto progetti di ricerca in collaborazione con diversi ministeri e vari consellerias della Generalitat Valenciana. Alcune di queste linee di ricerca che esaminano questioni quali gli effetti neurali del consumo di droghe e alcol, malattie come la leucemia o il diabete, droga design e media Internet. La CEU Cardenal Herrera ha tre istituti di ricerca: l'(IDYCA Istituto di droga e dipendenza Comportamento), l'Idit (Institute of Design, Innovazione e Tecnologia) e IDEA (Istituto per il diritto ambientale ed etica).